# Valuair
Valuair Limited (tiếng Hoa: 惠旅航空; tiếng Thái: แวลูแอร์) là một hãng hàng không giá rẻ có trụ sở tại Singapore. Hãng bắt đầu hoạt động năm 2004, với tuyến bay ban đầu đi Bangkok và Hồng Kông. Hãng này khác với các hãng hàng không giá rẻ khác ở chỗ hãng vẫn cung cấp các dịch vụ tiện nghi trong chuyến bay như cho phép mang hành lý miễn phí đến 20 kg, ăn uống trên máy bay, chọn chỗ và chỗ ngồi rộng 32 inch. Hãng này đang có các chuyến bay theo lịch trình đến các thành phố lớn ở Indonesia.

## Lịch sử
Valuair là hãng hàng không giá rẻ đầu tiên bắt đầu hoạt động ở Singapore, dù một số người không đồng ý như thế nếu theo các định nghĩa khác. Hãng có chuyến bay đầu tiên vào ngày 5 tháng 5 năm 2004, nguồn tài chính từ các nhà kinh doanh địa phương và có chuyên môn chuyên sâu của một cựu tổng giám đốc điều hành của hãng Singapore Airlines.
Vào ngày 24 tháng 7 năm 2005, Jetstar Asia Airways và Valuair và Qantas đã được sáp nhập để tạo ra hãng Orange Star, sự hợp nhất lớn của ngành hàng không giá rẻ đầu tiên ở Đông Nam Á. Jetstar Asia Airways và Valuair cho rằng họ sẽ tiếp tục hoạt động trên các tuyến bình thường của mình dưới nhãn hiệu riêng của họ in the meantime, với ít hoặc không có thay đổi dịch vụ do mình cung cấp. Tổng giám đốc điều hành của Qantas và chủ tịch hội đồng quản trị của Jetstar Asia Geoff Dixon làm chủ tịch của công ty mới. Tổng giám đốc điều hành của Jetstar Asia Ken Ryan được bổ nhiệm làm tổng giám đốc điều hành của cả hai hãng hàng không. Công ty mới sẽ nhận được một lượng vốn mới 50 triệu dollar Singapore, chủ yếu là từ Qantas cung cấp. Các cổ đông của Valuair, bao gồm người kỳ cựu trong ngành kinh doanh hãng hàng không Lim Chin Beng, Malaysia's Star Cruises và Asiatravel.com, hiện đã trở thành cổ đông nhỏ trong công ty được sáp nhập.

## Các điểm đến

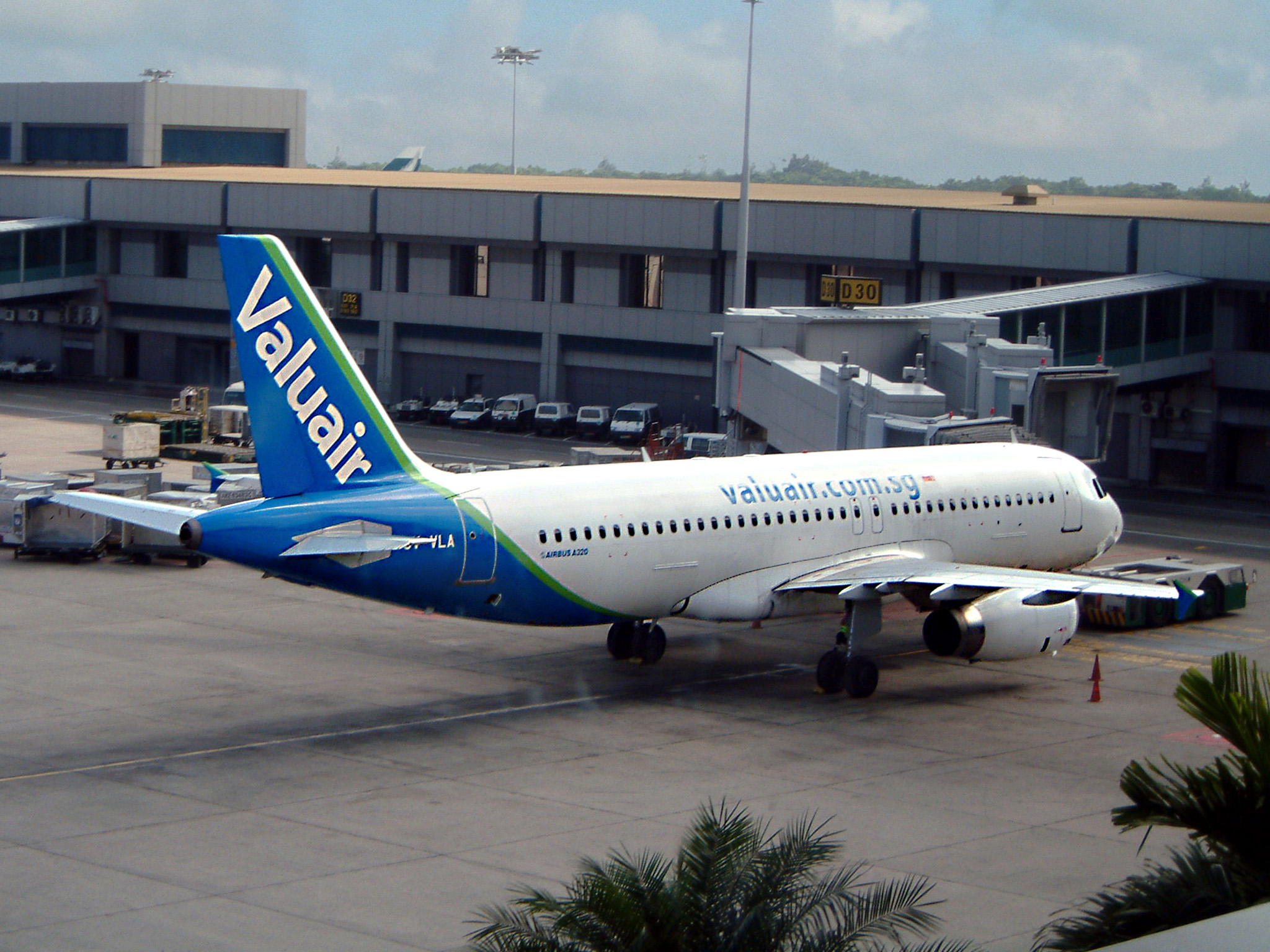
Một chiếc Airbus A320 của Valuair tại Sân bay quốc tế Changi Singapore Terminal 1

### Các điểm đến hiện nay
Valuair hiện có các chuyến bay từ cơ sở của mình ở Singapore đến Jakarta, Denpasar và Surabaya, với Bangkok với thỏa thuận chia chỗ với Jetstar Asia Airways, hãng đã cắt các tuyến đi Perth, Hong Kong, Hạ Môn, Thành Đô và Bangkok, là một phần của sự hợp nhất của cả hai hãng.
- Indonesia
  - Denpasar (Sân bay quốc tế Ngurah Rai)(khai thác từ 27.02.2006, tần suất 4 chuyến 1 tuần)
  - Jakarta (Sân bay quốc tế Soekarno-Hatta) (khai thác từ 23.10.2005, tần suất 21 chuyến 1 tuần)
  - Medan (Sân bay quốc tế Polonia) (khai thác từ 30.03.2008, tần suất 6 chuyến 1 tuần)
  - Surabaya (Sân bay quốc tế Juanda) (khai thác từ 23.10.2005, tần suất 6 chuyến 1 tuần)
- Singapore
  - Singapore (Sân bay Quốc tế Changi Singapore), Trung tâm chính

### Các điểm đến bị tạm dừng
- Cộng hòa Nhân dân Trung Hoa
  - Thành Đô (Sân bay quốc tế Chengdu Shuangliu) (khai thác từ 20.04.2005 đến 30.10.2005)
  - Hạ Môn (Sân bay quốc tế Cao Khi Hạ Môn) (khai thác từ 25.04.2005 đến 30.10.2005)
  - Hồng Kông (Sân bay quốc tế Hồng Kông) (khai thác từ 07.05.2004 đến 23.10.2005)
- Thái Lan
  - Bangkok (Sân bay quốc tế Bangkok) (khai thác từ 05.05.2004 đến T11.2005)
- Australia
  - Perth (Sân bay Perth) (khai thác từ 01.12.2004 đến 09.10.2005)

## Đội tàu bay
Đến tháng 2 năm 2008 đội tàu bay của Valuair bao gồm :